# Конкорд (тауншип, Миннесота)
Конкорд (англ. Concord) — тауншип в округе Додж, Миннесота, США. На 2000 год его население составило 587 человек.

## География
По данным Бюро переписи населения США площадь тауншипа составляет 95,5 км², из которых 95,5 км² занимает суша, а 0,03 км² — вода (0,03 %).

## Демография
По данным переписи населения 2000 года здесь находились 587 человек, 206 домохозяйств и 165 семей.  Плотность населения —  6,1 чел./км².  На территории тауншипа расположено 214 построек со средней плотностью 2,2 построек на один квадратный километр. Расовый состав населения: 96,93 % белых, 0,34 % афроамериканцев, 0,17 % коренных американцев, 1,36 % — других рас США и 1,19 % приходится на две или более других рас. Испанцы или латиноамериканцы любой расы составляли 1,70 % от популяции тауншипа.
Из 206 домохозяйств в 36,4 % воспитывались дети до 18 лет, в 73,3 % проживали супружеские пары, в 4,9 % проживали незамужние женщины и в 19,9 % домохозяйств проживали несемейные люди. 16,5 % домохозяйств состояли из одного человека, при том 7,3 % из — одиноких пожилых людей старше 65 лет. Средний размер домохозяйства — 2,82, а семьи — 3,17 человека.
27,1 % населения — младше 18 лет, 9,0 % — в возрасте от 18 до 24 лет, 27,3 % — от 25 до 44, 22,5 % — от 45 до 64, и 14,1 % — старше 65 лет. Средний возраст — 37 лет. На каждые 100 женщин приходилось 105,2 мужчин.  На каждые 100 женщин старше 18 приходилось 107,8 мужчин.
Средний годовой доход домохозяйства составлял 45 588 долларов, а средний годовой доход семьи —  47 188 долларов. Средний доход мужчин —  30 357  долларов, в то время как у женщин — 22 188. Доход на душу населения составил 16 895 долларов. За чертой бедности находились 5,7 % семей и 8,6 % всего населения тауншипа, из которых 12,7 % младше 18 лет.